# Р402 (Росія)
Автошлях Р402 (Тюмень — Ішим — Омськ) — автомобільна дорога федерального значення. Частина історичного Сибірського тракту. Проходить через Тюмень, Ялуторовськ, Заводоуковськ, Ішим, Абатське, Тюкалінськ, Омськ. На сьогоднішній день є єдиною автошляхом, що проходить повністю територією РФ, яка з'єднує європейську частину Росії через Урал із Сибіром та Далеким Сходом. Уральський ФО та Сибірський ФО.
Ділянка Тюмень—Ішим є останньою частиною європейського транспортного коридору  (Голігед, Велика Британія — Ішим).

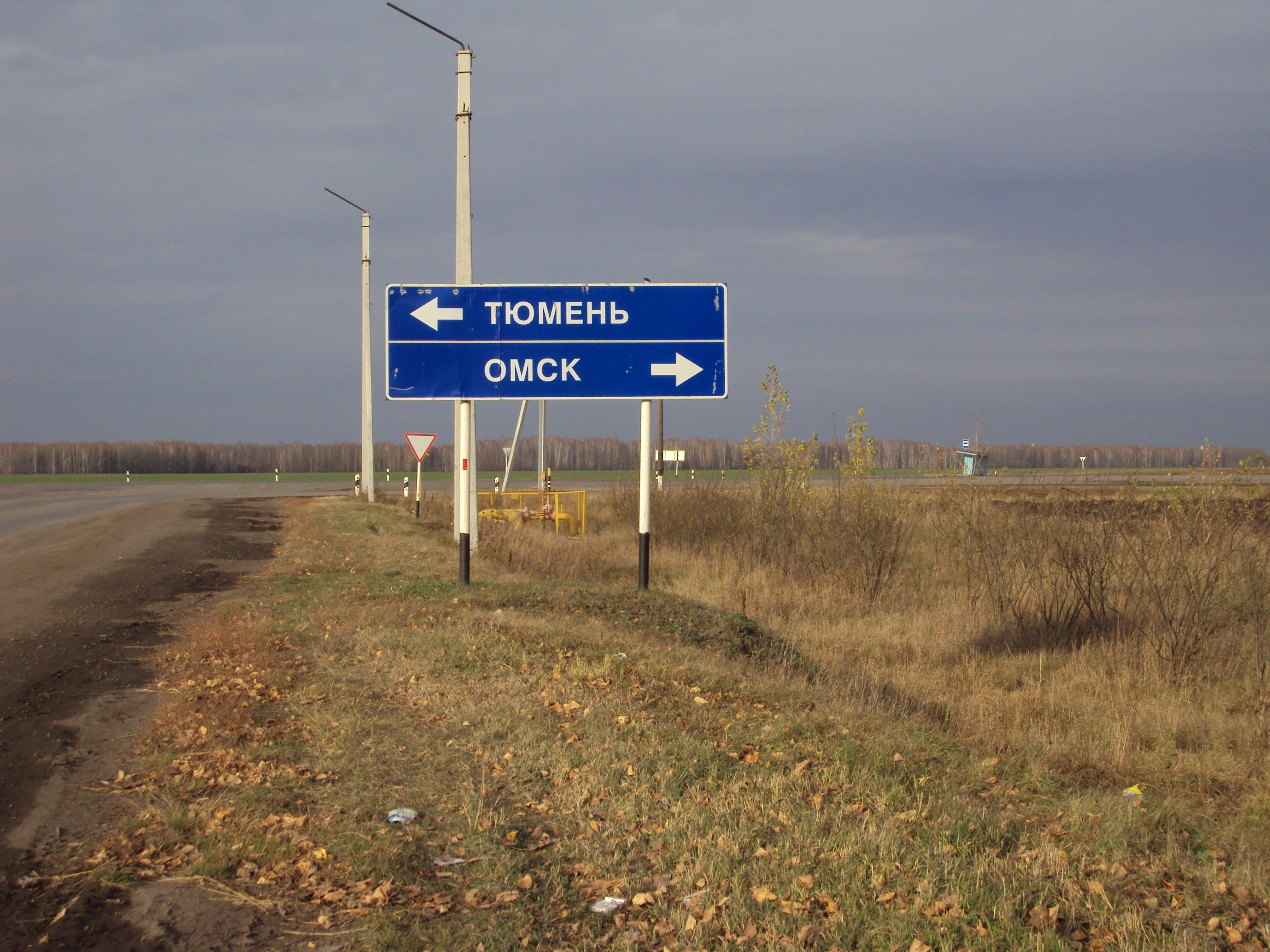
Покажчик на трасі в районі села Омутинське.

Ділянка Ішим-Омськ є останньою частиною європейського транспортного коридору  (Корк, Ірландія — Омськ). Одночасно це ділянка траси Р254 "Іртиш" (колишня М51 ) (Челябінськ - Новосибірськ) автомагістралі " Байкал " (Челябінськ — Чита).
У Тюмені з'єднується з федеральними трасами Р351 (Єкатеринбург — Тюмень) та Р404 (Тюмень — Тобольськ — Ханти-Мансійськ). В Ішимі з'єднується з федеральною трасою Р403 (Ішим — кордон із Казахстаном).
До початку 2000-х довжина траси становила 666 км і сама траса називалася 1Р402.
2015 року було проведено капітальний ремонт розбитих ділянок траси. Станом на 2017 рік, дорога знаходиться у відносно прийнятному стані.

## Зображкння

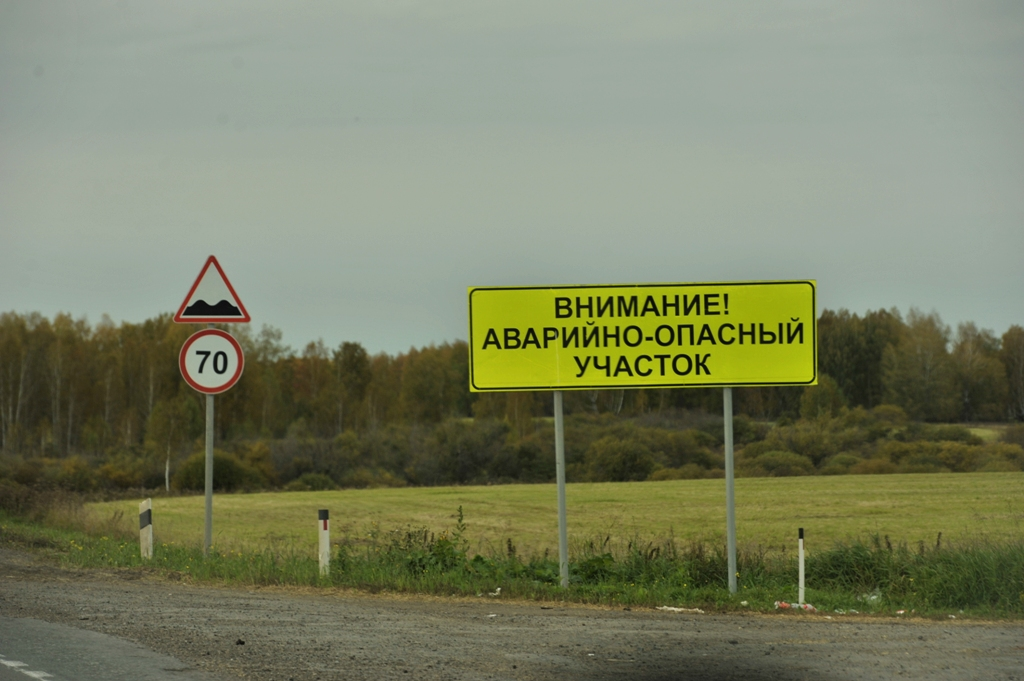
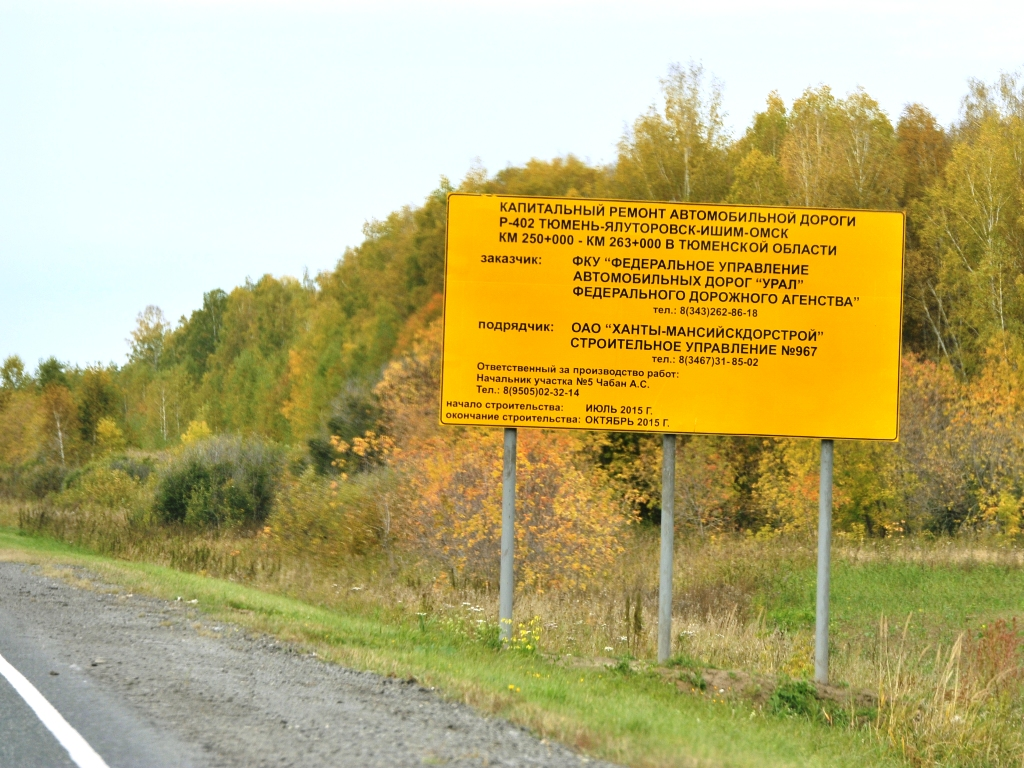
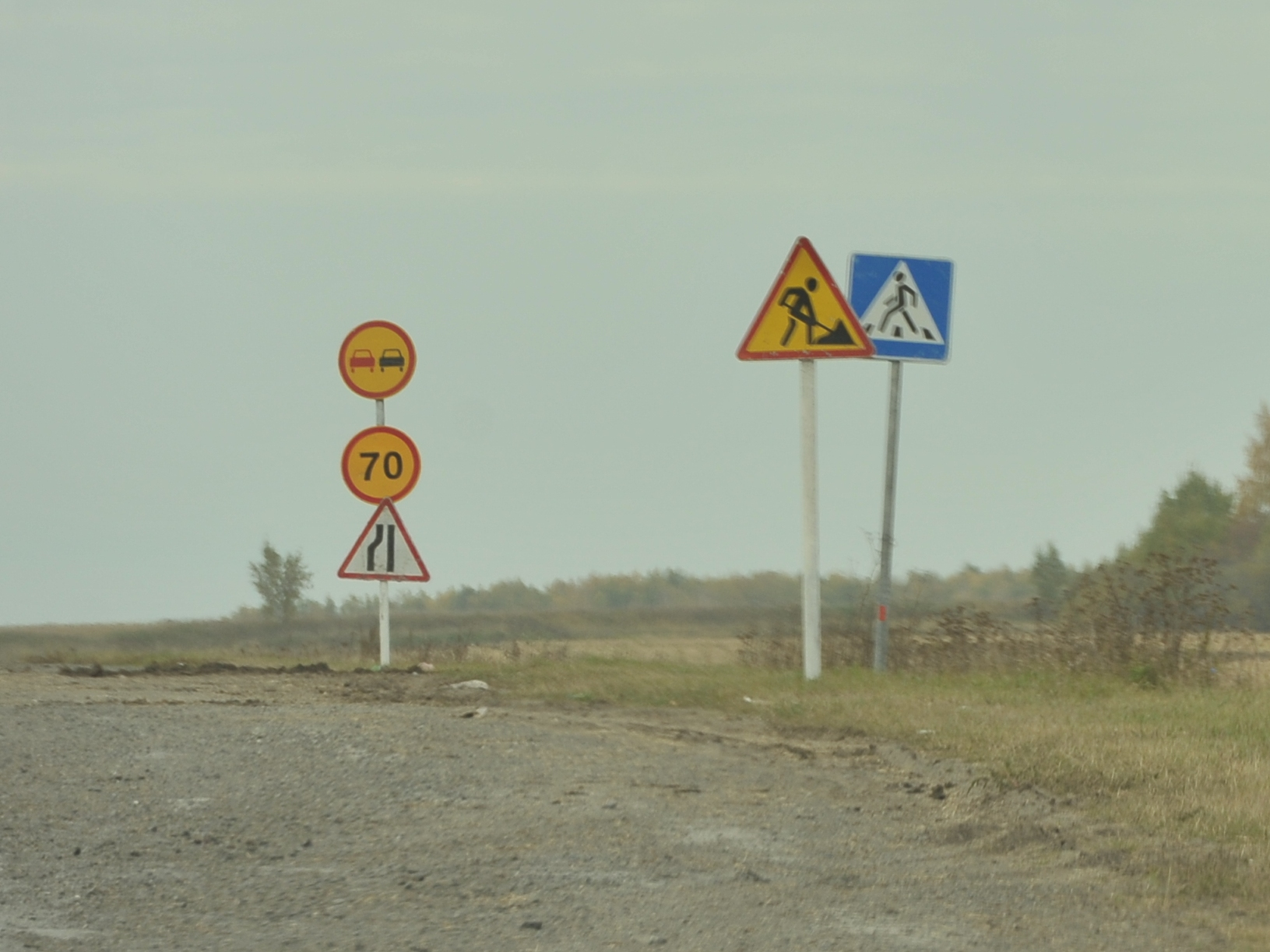
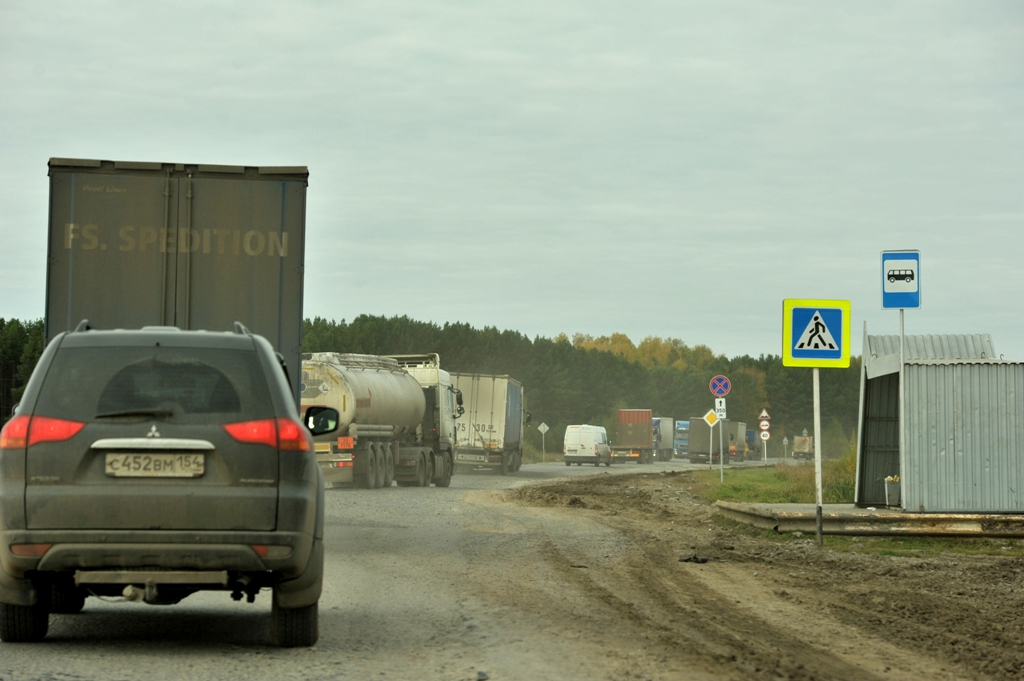
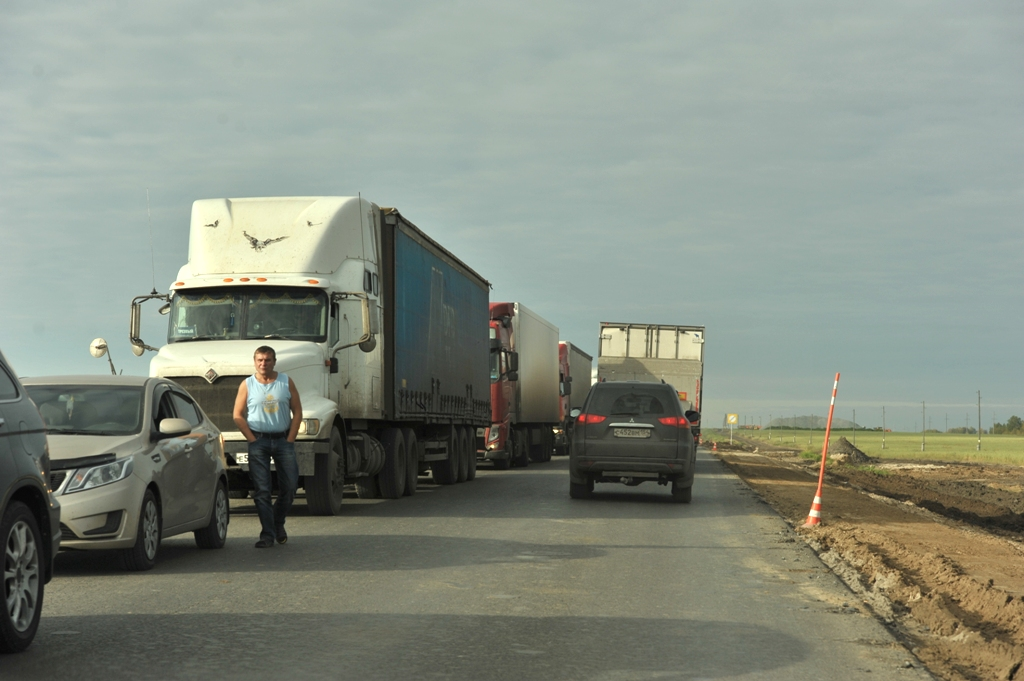